# Zwartoogbrilvogel
De zwartoogbrilvogel (Zosterops tetiparius) is een zangvogel uit de familie Zosteropidae (brilvogels). 
Het is een afsplitsing van de salomonsbrilvogel (Z. kulambangrae).

## Verspreiding en leefgebied
Deze soort is endemisch op de New Georgia-eilanden in de Salomonseilanden en telt twee ondersoorten:
- Z. t. paradoxus: Rendova.
- Z. t. tetiparius: Tetepare.

## Status
De grootte van de populatie is niet gekwantificeerd maar de soort wordt omschreven als algemeen tot zeer algemeen. Op de Rode lijst van de IUCN heeft deze soort de status niet bedreigd.